# Лазская идентичность в Турции
Термин Лаз (тур. Laz) или Лазлар (тур. Lazlar) в Турции охватывает как этнических лазов восточного Черноморья, так и черноморских турок в более широком смысле. Аналогичное явление наблюдается в Греции, где понтийских греков называют лазами (лазой), при этом данный термин в греческом языке, как и в турецком, несет оттенок слегка уничижительного значения.

## Исторический и географический контекст
Восточно-Черноморский регион Турции отличается сложной географией, которая способствовала развитию уникальной культурной идентичности. Отвесные склоны Понтийских гор и узкие прибрежные равнины отделяли местное население от центральной Анатолии, создавая условия для формирования самобытных традиций. Термин «лаз» впервые упоминается в раннехристианскую эпоху и изначально обозначал различные общины восточного побережья Черного моря.
Этнические лазы, которые составляют лишь небольшую часть общего населения региона, проживают в основном в низменностях между Пазаром и рекой Чорох. Этническая идентичность лазов тесно связана с их уникальным языком. Они говорят на лазском языке, который относится к картвельской языковой семье и близок к мегрельскому и грузинскому. Эта лингвистическая и этническая группа играет важную, хотя и малозаметную роль в культурном ландшафте Черноморья.

## Региональная и национальная идентичность
Среди анатолийских турок «лаз» используется не только в отношении этнических лазов, но часто охватывает всех жителей черноморского побережья Турции. Такое использование имеет древние корни, но приводит к путанице в определении, кто именно относится к лазам. Ученые иногда ограничивают этот термин, связывая его только с этническими лазами, однако на практике он обозначает более широкий круг людей с общими культурными чертами и обычаями.
Сами черноморские народы по-разному принимают или отвергают термин «лаз». Например, жители Эрели на западном черноморском побережье не считают себя лазами и применяют этот термин к тем, кто живет дальше на восток. Аналогично, жители Офа, недалеко от Трабзона, отличают себя от лазов, часто резервируя этот термин для сообществ к востоку от Пазара. Тем не менее, для внешних наблюдателей эти различия менее заметны, и они склонны объединять всех черноморских турок под общим термином «лаз».

#### Турецкий национализм
Появление турецкого национализма еще больше усложнило лазскую идентичность. Исторически термины, такие как «лаз», не имели особого престижа и функционировали как региональные идентификаторы. Однако в контексте строительства турецкой нации эти термины иногда интерпретируются как подразумевающие меньшую степень «турецкости». В результате многие черноморские турки предпочитают обозначение «черноморский турок» (тур. Karadenizli), чтобы подчеркнуть свою региональную идентичность в рамках более широкой турецкой структуры.
Процесс тюркизации стал значительным фактором ассимиляции лазов в турецком обществе. Имена людей и названия мест были тюркизированы, увеличилось количество смешанных браков с представителями других групп, а использование лазского языка активно подавлялось государством. Однако в последние годы среди этнических лазских интеллектуалов возник интерес к восстановлению и реконструкции своей культурной идентичности.

## Культурные особенности
Лазская идентичность характеризуется уникальными культурными практиками. Люди черноморского региона традиционно занимались мелкомасштабным сельским хозяйством, выращивая такие культуры, как кукуруза, фундук и чай, часто на крутых склонах. В их рационе заметно место анчоусов (хамси), которые являются основным продуктом и отличают их от других турецких групп. Более того, их схема расселения, характеризующаяся разбросанными хуторами, а не компактными деревнями, подчеркивает адаптацию к сложной географии региона.
Эта уникальность иногда порождает стереотипы со стороны анатолийцев, которые воспринимают лазов как одновременно похожих и заметно отличающихся от себя. Использование кукурузного хлеба вместо пшеничного, наряду с другими культурными отличиями, подчеркивает эти восприятия.